# Yeğen Osman Pascha
Yeğen Osman Pascha, auch Yeğen Osman Ağa († 1689) war ein osmanischer Offizier und Gouverneur unter den Sultanen Mehmed IV. und Süleyman II. Nachdem er Kommandeur von Sekban-Einheiten in Anatolien war, wurde er zuerst zum Sandschakbey und Serçeşme des Sandschak von Karahisar-i Sahib ernannt. Im Jahr 1687 war er einige Monate lang auch Beylerbey des Eyâlet Rummelien.

## Leben
Die Aufzeichnungen zum Leben von Yeğen Osman beginnen mit seiner Ernennung zum Kommandeur anatolischer Sekbans. Nachdem die Janitscharen im Großen Türkenkrieg an der Front in Rumelien besiegt worden waren, marschierten sie 1687 nach Istanbul, um Mehmed IV. abzusetzen. Der verheiratete Yeğen Osman mit seiner Tochter Hatice Sultan und ernannte ihn zum Kommandeur der Sekbans, um die Janitscharen in Schach zu halten. Im Jahr 1687 wurde Yeğen Osman zum Sandschakbey von Karahisar-i Sahib ernannt, um den Sultan mit 5000 seiner Männer zu unterstützen. Auf sein Drängen wurde er auch Serçeşme dieser Provinz. Anstatt seine Streitkräfte zur Unterstützung der Janitscharen an die Front in Europa zu bringen, kommandierte er Mitte Mai 1687 rund 4000 Mann nach Istanbul, um die Streitkräfte zu besiegen, die den Sultan bedrohten. Nur 1500 seiner Männer wurden Ende Juni an die Front geschickt. Um die Unterstützung des ehrgeizigen Yeğen Osman zu gewinnen, ernannte ihn der Sultan zum Beylerbey von Rumelien und übertrug ihm damit auch die Verantwortung für die außerordentlich wichtige Front im Krieg gegen die Heilige Liga. Yeğen Osman blieb de facto bis 1689 in dieser Position und behandelte die von ihm kontrollierten Gebiete als sein persönliches Lehen. Insbesondere erhöhte er die Steuern enorm.
Doch die Bemühungen waren umsonst und die Janitscharen setzten sich durch. Mehmed IV. wurde schließlich abgesetzt und Süleyman II. bestieg den Thron. Yeğen Osman lehnte sich als rumelianischer Beylerbey gegen den neuen Sultan auf und wurde zum Hauptfeind der osmanischen Regierung. Die unzufriedenen Sekbans versammelten sich hinter ihm ihn, darunter viele aus Anatolien. Der Sultan bot ihm die Position eines Seraskers von Timișoara an, aber er lehnte ab. Schließlich ernannte ihn der Sultan zum Sandschakbey des Sandschaks von Bosnien und Yeğens Onkel zum Sandschakbey des Sandschaks Herzegowina, doch der ehrgeizige Osman blieb unzufrieden. Seine inzwischen 10.000 Mann starken Streitkräfte ließ er weiterhin in den von ihm kontrollierten Gebieten plünderten, einschließlich des osmanischen Serbien und Griechenland. Einigen Quellen zufolge hatte Yeğen Osman mehr Geld als die osmanische Staatskasse.
Im Jahr 1688 raubten seine bei der Bevölkerung berüchtigten Streitkräfte die im Kloster Gračanica versteckte Schatzkammer des serbischen Patriarchats von Peć aus. Laut eines Briefes des katholischen Bischofs Peter Bogdani drohte Yeğen Osman Pascha, dem serbischen Patriarchen von Peć und dem serbischen Patriarchen Arsenije III. Crnojević „den Kopf abzuschneiden“, weil er von Österreich Geld erhalten haben sollte, um einen anti-osmanischen Aufstand der orthodoxen Serben anzuzetteln.
Um Yeğen Osman kontrollieren zu können, ernannte der neue Sultan Yeğen Osman 1688 zum Gouverneur von Belgrad. Doch diese Ernennung verärgerte Yeğen Osman, weil die Position dem osmanischen Serdar von Ungarn, Hasan Pascha, unterstellt war. Er bestand darauf, dass seine neue Position ihn weder Hasan Pascha unterordnen noch der Hohen Pforte unterwerfen würde. Der Kampf um die Position des Serdar von Ungarn verursachte tiefen Hass zwischen Hasan Pascha und Yeğen Osman. Yeğen Osman marschierte mit seinen Streitkräften nach Belgrad und setzte Hasan Pascha gewaltsam ab, indem er dessen Lager auf dem Hügel Vračar eroberte und ihn inhaftieren ließ.
Als die Truppen des Heiligen Römischen Reiches im Jahr 1688 Belgrad belagerten, sandte der Kaiser Yeğen Osman einen Brief und bot ihm die Walachei an, wenn er desertieren und die Seiten wechseln würde. Da Yeğen Osman ganz Slawonien und Bosnien eingefordert hatte, kam es zu keiner Einigung. Die Österreicher stellten Pontonbrücken in der Nähe von Ostružnica auf und überquerten die Save mit 10.000 Mann. Yeğen Osman griff sie mit einem Großteil seiner Streitkräfte an, die Österreicher konnten aber zwei Angriffe abwehren, konnten am rechten Ufer der Save Land gewinnen und brachten zusätzliche Streitkräfte nach.
Als Yeğen Osman feststellte, dass seine Streitkräfte zahlenmäßig unterlegen waren, verbrannte er sein Lager und zerstörte die beiden von Serben besiedelten Belgrader Vororte an der Save und der Donau. Dann zog er sich nach Smederevo zurück, wo er zwei Tage damit verbrachte, es zu plündern und nieder zu brennen. Anschließend verließ er Smederevo und ging über Smederevska Palanka nach Niš. Von Niš aus schrieb Yeğen Osman Berichte an die Pforte und berichtete über die Belagerung. Er bat um militärische und finanzielle Unterstützung, um Belgrad zu verteidigen und die rebellischen Reâyâ zu vernichten. Er erklärte, dass Belgrad fallen werde, wenn seine Anfrage nicht innerhalb von zehn Tagen erfüllt würde. Der Sultan schickte ihm 120 Säcke Gold und beschloss, die muslimische Bevölkerung von Rumelien zu mobilisieren, um die rebellierende christliche Bevölkerung von Belgrad niederzuringen. Doch die Österreicher konnten Belgrad 1688 nach einer Belagerung erobern und verloren die Festung erst 1690 wieder an die Osmanen.
Yeğen Osman, bis dahin im Range eines ein Pascha, versuchte dann Großwesir zu werden. Obwohl Osmans Ehrgeiz die anderen osmanischen Würdenträger verärgerte, zögerten sie, gegen Yeğen Osman vorzugehen, da sie Angst vor der Macht Osmans hatten. In einem Kriegsrat in Edirne forderte der Krim-Khan Selim I. Giray schließlich die Osmanische Pforte auf, Osman zu töten. Der amtierende Großwesir gab nach: das Sekban-Korps wurde aufgelöst und Soldaten, die sich dagegenstellten, mit Hinrichtung gedroht. Es kam zu einem offenen Bürgerkrieg. Die Sekbans gewannen die Oberhand, doch die osmanische Zentralverwaltung konnte Yeğen Osman 1689 gefangen nehmen und ließ ihn hinrichten. Dies beendete die Aufstände der Sekban allerdings nicht. Erst 1698 konnte der Sultan eine Einigung mit den Einheiten erzielen. Doch diese Vereinbarung wurde schnell gebrochen und die Aufstände der Sekban hielten im gesamten 18. Jahrhundert an.